# René Barbier (rosiériste)
Pour les articles homonymes, voir René Barbier et Barbier.
René Barbier, né le 25 juin 1869 et mort le 9 septembre 1940, est un horticulteur et rosiériste français. Il descend d'une lignée de jardiniers. Son père Albert Barbier est le fondateur de la pépinière Barbier.

## Biographie
René Barbier se rend aux États-Unis et au Japon dans la décennie 1890. C'est là-bas qu'il étudie l'espèce Rosa luciae var. wichuraiana Koidz. et à partir de celle-ci crée au fil des ans une série de vingt-trois hybrides de Rosa wichuraiana.
En 1894, Albert Barbier fonde l'entreprise « Barbier & Cie d'Orléans ». Il a 49 ans, son frère Eugène 45 ans et les deux fils d'Albert, René 25 ans et Léon 16 ans (né en 1878). Par la suite son cousin Georges se joint à l'entreprise, puis plusieurs neveux.

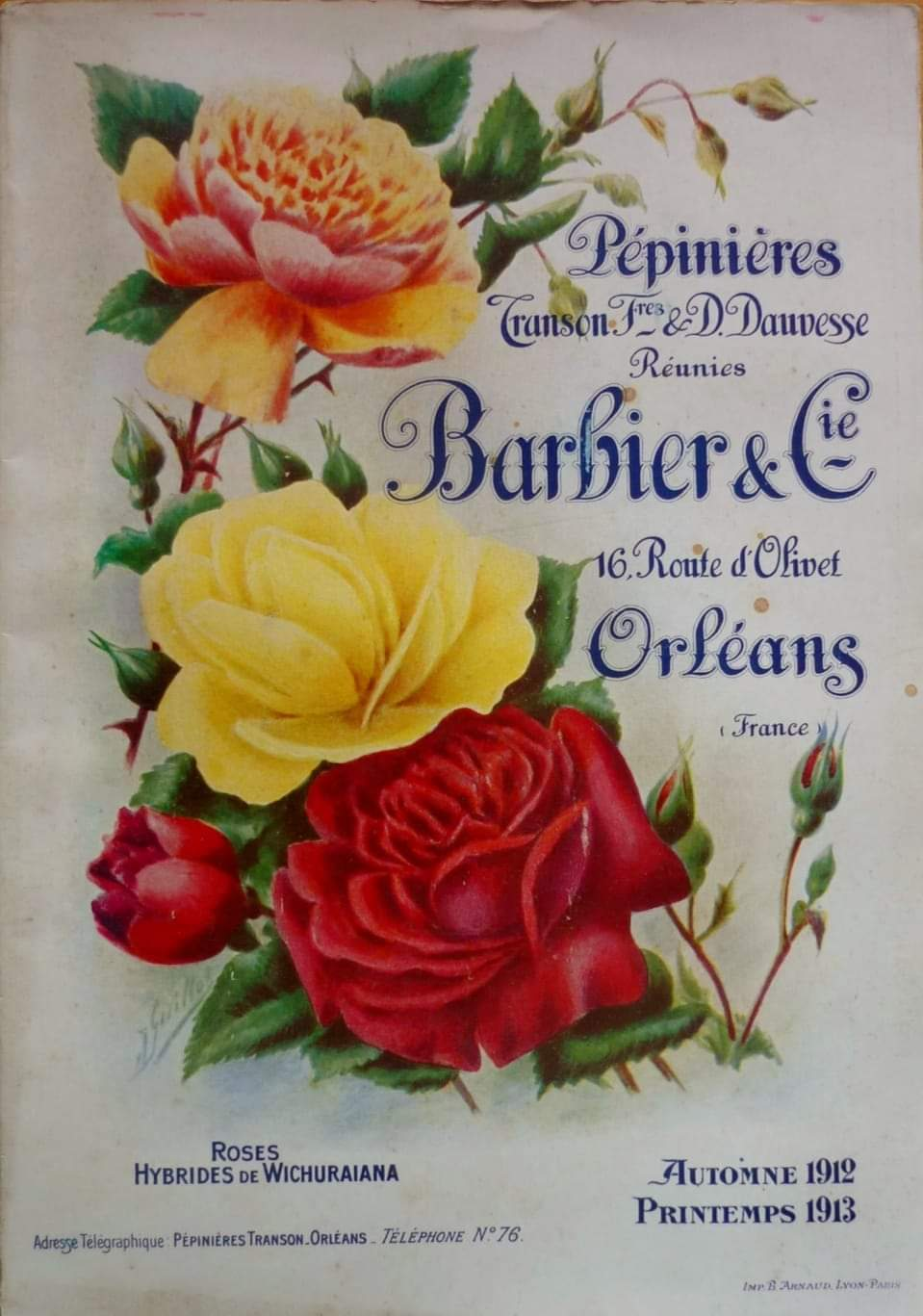
Catalogue Barbier.

À partir de 1900, René Barbier va obtenir dans les différentes pépinières de l'entreprise Barbier & Cie d'Orléans tout un groupe de rosiers grimpants aux grandes fleurs dont Rosa wichuraiana est l'ancêtre ; ils sont appréciés non seulement pour la dimension des fleurs, mais aussi pour l'aspect luisant du feuillage de couleur vert foncé. Il croise divers hybrides de thé aussi pour obtenir différentes couleurs et proportionner la taille. Parmi les grimpants fameux de Barbier, l'on peut distinguer ‘Albéric Barbier’ (1900), toujours extrêmement apprécié, ‘Paul Transon’ (1900), ’Alexandre Girault‘ (1909), et ‘Albertine’ (1921).
Barbier devient donc avant la Première Guerre mondiale l'obtenteur le plus prolifique de rosiers grimpants.
Barbier est également connu pour ses recherches sur les polyanthas à couleurs vives. Son fils Georges prend la direction de l'entreprise familiale (16 route d'Olivet, Orléans) jusqu'à la Seconde Guerre mondiale, et met fin à l'obtention de nouvelles roses ; l'entreprise se contentant de vendre toute sorte de variétés de rosiers et d'autres plantes. L'entreprise cesse son activité en 1972.
Aujourd'hui on peut admirer toute une collection de grimpants de René Barbier à la roseraie du Val-de-Marne de L'Haÿ-les-Roses, aux portes de Paris et nombre de ses obtentions à la roseraie Jean-Dupont d'Orléans.

## Obtentions fameuses
- ‘Albéric Barbier’ (1900)
- ‘François Foucard’ (1900)
- ‘Paul Transon’ (1900)
- ‘Léontine Gervais’ (1903)
- ‘François Juranville’ (1906)
- ‘François Guillot’ (1907)
- ‘Alexandre Girault’ (1909)
- ‘Wichmoss’ (1911)
- ‘La Marne’ (1915)
- ‘Auguste Gervais’ (1918)
- ‘Verdun’ (1918)
- ‘Albertine’ (1921)
- 'Primevère' (1929)

## Cultivars de Barbier

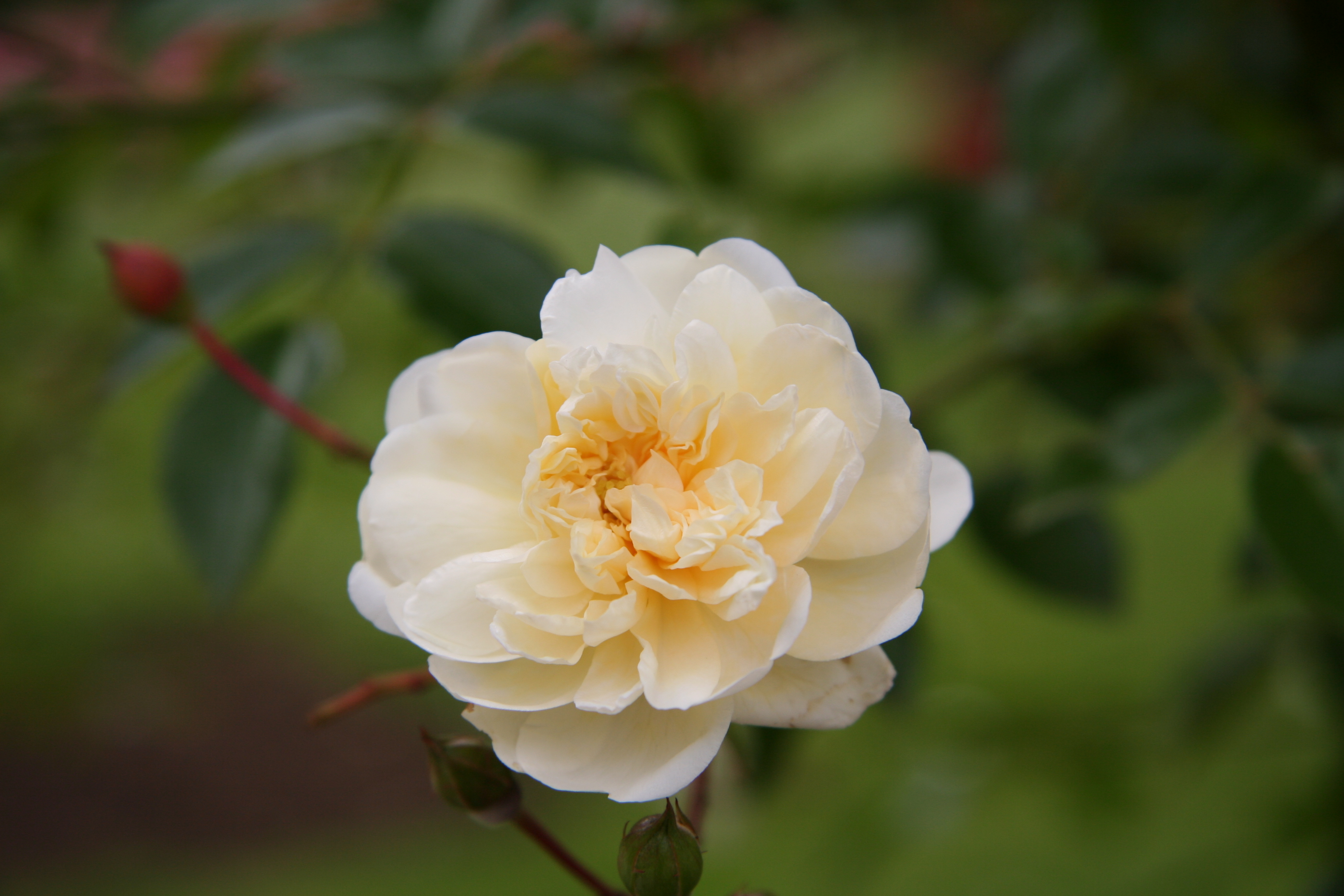
‘Albéric Barbier’, 1900
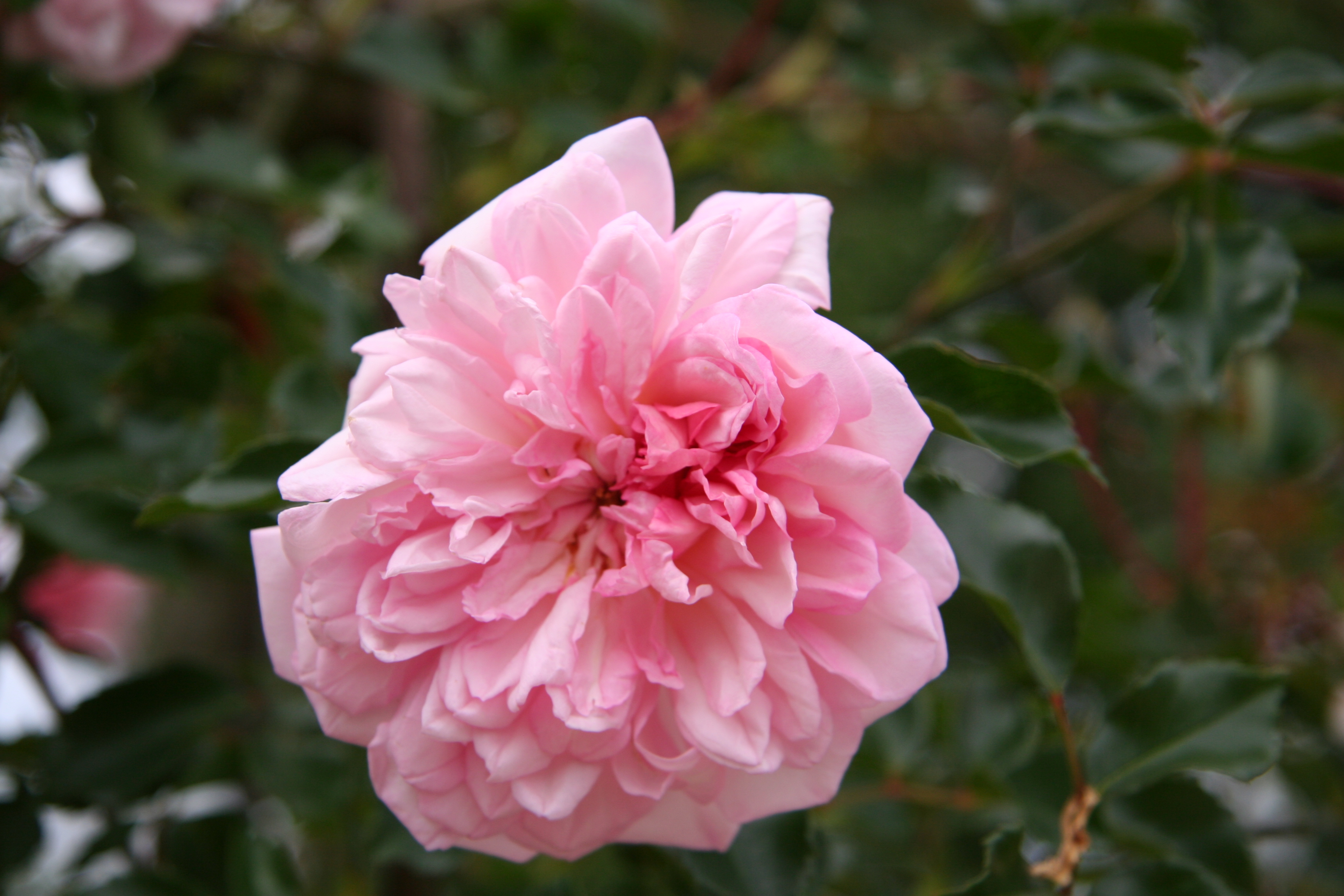
‘François Juranville’, 1906
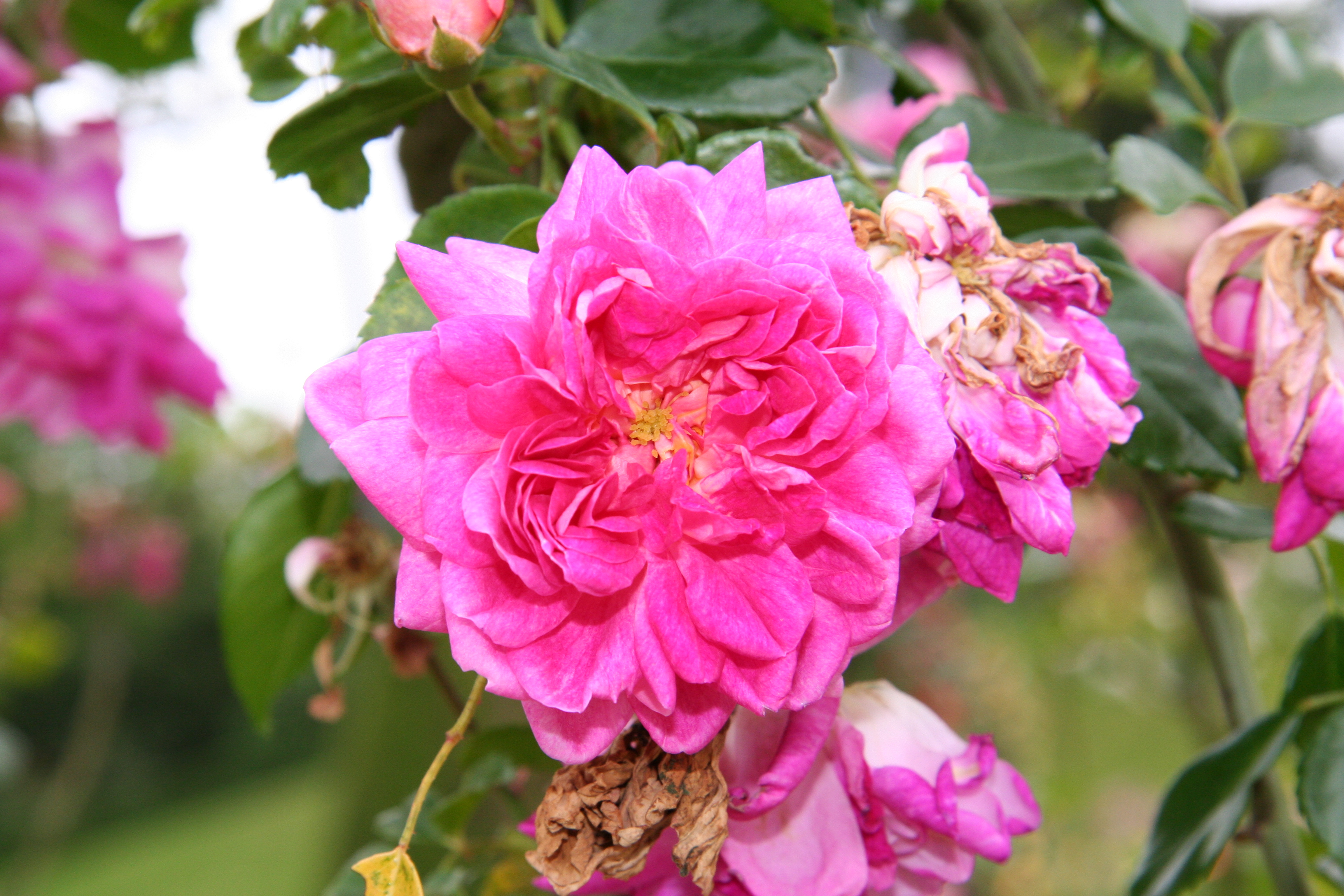
‘Alexandre Girault’, 1907
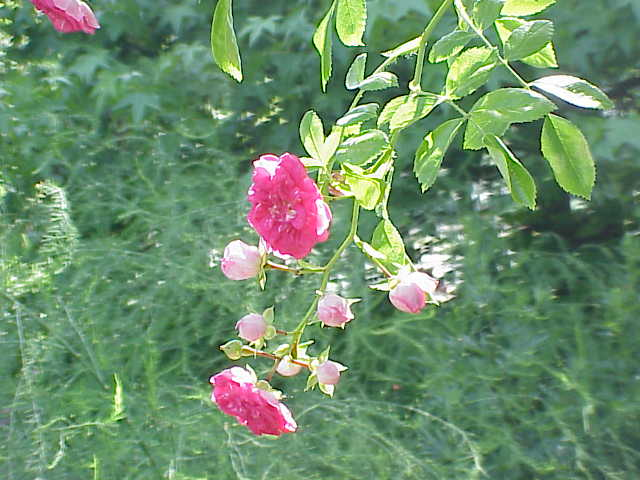
‘Paul Ploton’, 1910
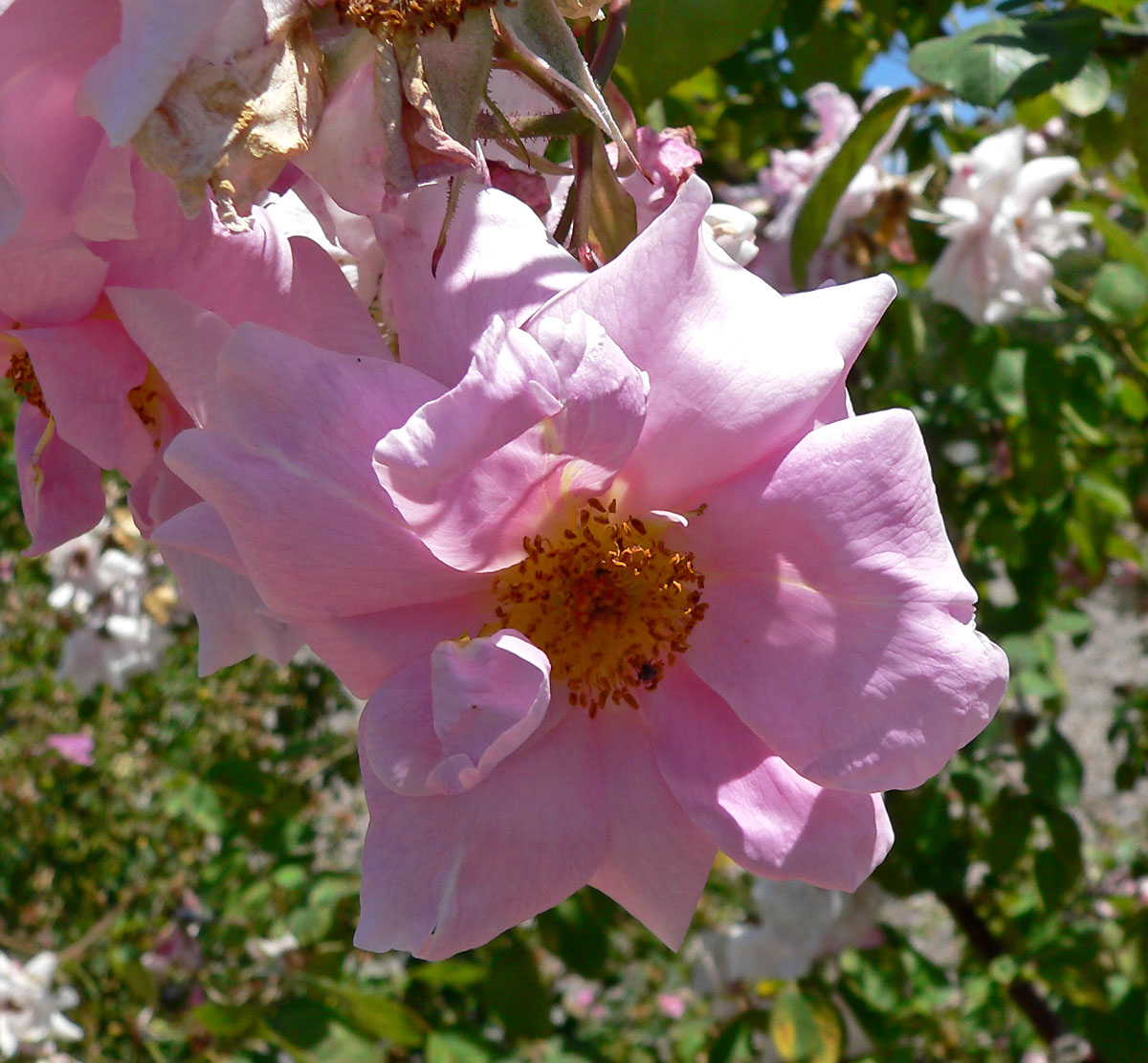
‘Auguste Roussel’, 1913
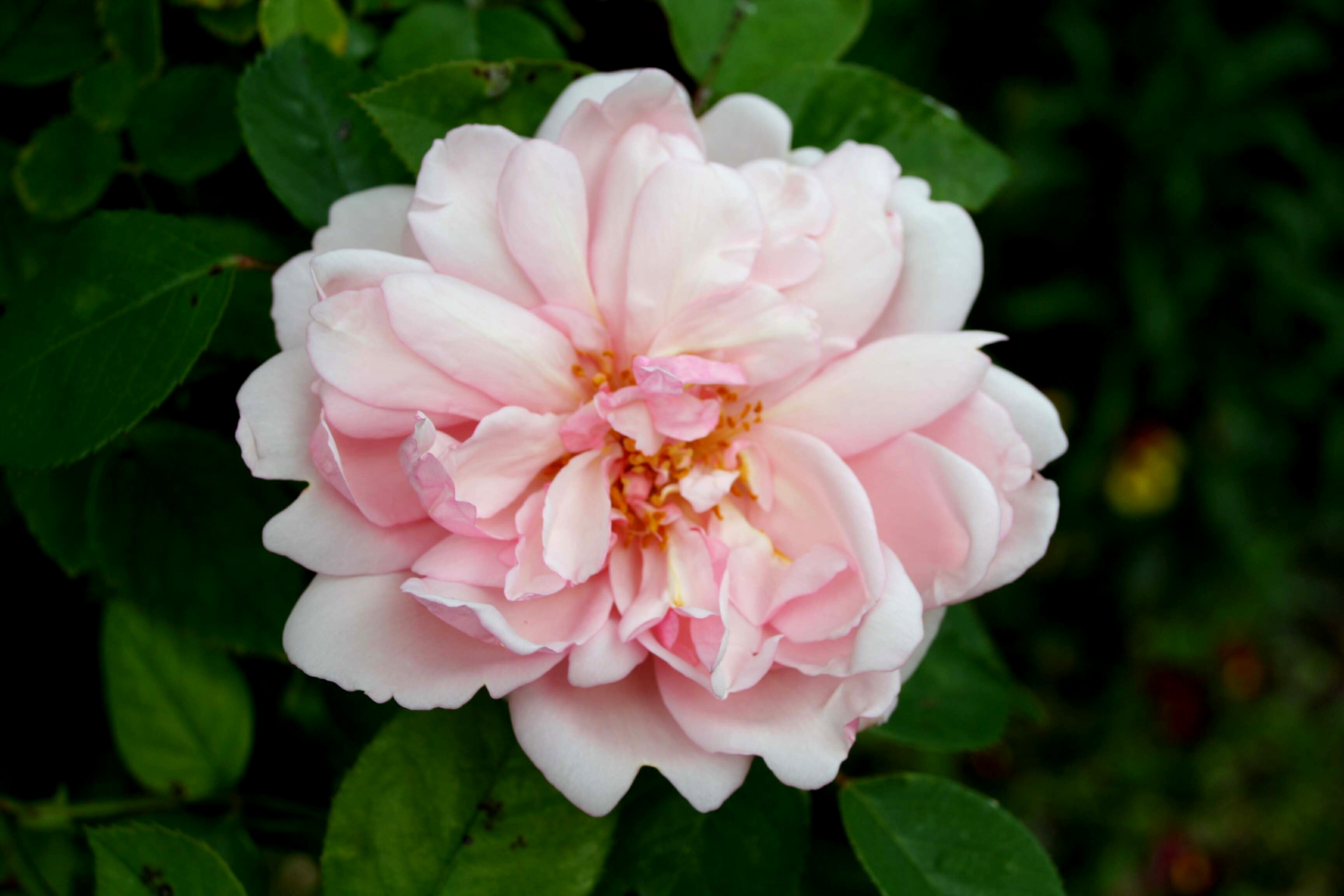
‘Albertine’, 1921